# Trilogia d'Els jocs de la fam
La trilogia d'Els jocs de la fam és un conjunt de tres títols escrits per Suzanne Collins: Els jocs de la fam, En flames i L'ocell de la revolta, publicats entre 2008 i 2010 amb un gran èxit de vendes. Es tracta d'una distopia pertanyent a la literatura juvenil que narra la història de com Katniss Everdeen derroca un règim totalitari en qüestionar-lo a través de la seva participació en els jocs del títol. Aquesta competició es basa en l'eliminació física i televisada de joves triats a l'atzar en els districtes rebels. Amb la seva inesperada victòria, dona esperances per a una insurrecció, que es duu a terme des d'un districte fantasma que organitza un govern a l'ombra fins a la guerra final.
La trilogia barreja elements d'acció, entreteniment i crítica social (com el paper de la telerealitat, la violència o la diferència de classes) en una història que s'estructura amb un triangle amorós i on l'heroïna assumeix un paper de líder per amor a la seva família. L'èxit dels llibres ha propiciat la seva adaptació al cinema i la seva traducció a diverses llengües, entre elles el català.
A més a més, l'any 2020 es va publicar Balada d'ocells i serps, una preqüela de la trilogia original que passa 64 anys abans de la primera novel·la i és protagonitzada per Coriolà Snow, que ocupa el càrrec de president de Panem en les altres novel·les de la sèrie. Així doncs, es podria considerar que la sèrie d'Els jocs de la fam és una tetralogia.